# Zaburzenia snu
Zaburzenia snu – grupa zaburzeń snu, które mogą dotyczyć długości snu, jak i jego jakości. Niektóre zaburzenia snu są na tyle poważne, że zakłócają normalne fizyczne, umysłowe i emocjonalne funkcjonowanie. Badaniem powszechnie stosowanym w niektórych zaburzeniach snu jest polisomnografia.
Do zaburzeń snu zalicza się:
- dyssomnie
  - bezsenność
  - nadmierną senność
  - narkolepsję
  - zaburzenia rytmu snu i czuwania
    - zespół nagłej zmiany strefy czasowej
    - zespół opóźnionej fazy snu
    - zespół przyspieszonej fazy snu
- parasomnie
  - upojenie senne
  - lęki nocne
  - somnambulizm
  - koszmary senne
  - katatrenia

## Klasyfikacja ICD10
| kod ICD10     | nazwa choroby                                 |
| ------------- | --------------------------------------------- |
| ICD-10: F51   | Nieorganiczne zaburzenia snu                  |
| ICD-10: F51.0 | Bezsenność nieorganiczna                      |
| ICD-10: F51.1 | Nieorganiczna hipersomnia                     |
| ICD-10: F51.2 | Nieorganiczne zaburzenia rytmu snu i czuwania |
| ICD-10: F51.3 | Somnambulizm (sennowłóctwo)                   |
| ICD-10: F51.4 | Lęki nocne                                    |
| ICD-10: F51.5 | Koszmary senne                                |
| ICD-10: F51.8 | Inne organiczne zaburzenia snu                |
| ICD-10: F51.9 | Nieorganiczne zaburzenia snu, nieokreślone    |
| ICD-10: G47   | Zaburzenia snu                                |
| ICD-10: G47.0 | Zaburzenia w rozpoczęciu i trwaniu snu        |
| ICD-10: G47.1 | Zaburzenia z nadmierną sennością              |
| ICD-10: G47.2 | Zaburzenia rytmu snu i wstawania              |
| ICD-10: G47.3 | Bezdech senny                                 |
| ICD-10: G47.4 | Narkolepsja i katalepsja                      |
| ICD-10: G47.8 | Inne zaburzenia snu                           |
| ICD-10: G47.9 | Zaburzenia snu, nieokreślone                  |